# Oxira odontophora
Oxira odontophora là một loài bướm đêm trong họ Noctuidae.